# Olavi Rinteenpää
Olavi Rinteenpää (ur. 24 września 1924 w Helsinkach, zm. 10 stycznia 2022 w Keravie) – fiński lekkoatleta, długodystansowiec, wicemistrz Europy z 1954.
Jego koronnym dystansem był bieg na 3000 metrów z przeszkodami. Zajął w nim 4. miejsce na igrzyskach olimpijskich w 1952 w Helsinkach.
2 lipca 1953 w Helsinkach osiągnął najlepszy wynik na świecie na tym dystansie – 8:44,4. W tym czasie IAAF nie notowała jeszcze oficjalnych rekordów świata w tej konkurencji, zaczęła robić to dopiero of 1954.
Rinteenpää zdobył srebrny medal w biegu na 3000 metrów z przeszkodami na mistrzostwach Europy w 1954 w Bernie. Pokonał go jedynie Węgier] Sándor Rozsnyói, który ustanowił w tym biegu pierwszy oficjalny rekord świata czasem 8:49,6, który był jednak słabszy od wyniku Rinteenpää z poprzedniego roku o ponad 5 sekund. Lepszy rezultat (8:41,2) osiągnął dopiero Jerzy Chromik 31 sierpnia 1955.
Odpadł w eliminacjach biegu na 3000 metrów z przeszkodami na igrzyskach olimpijskich w 1956 w Melbourne, a na mistrzostwach Europy w 1958 w Sztokholmie zajął w tej konkurencji 9. miejsce.